# Rainer Blatt

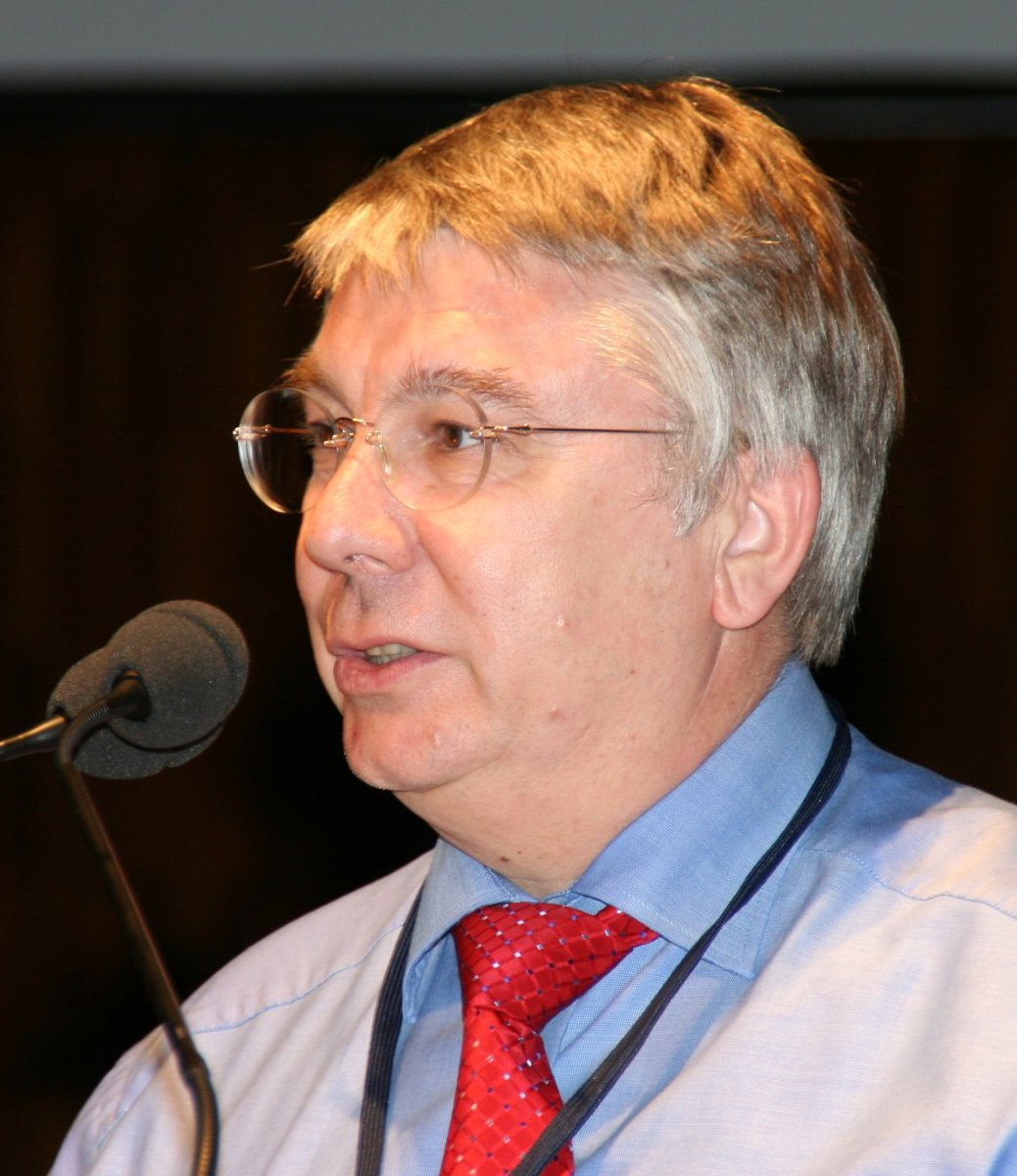
Rainer Blatt (2006)

Rainer Blatt (* 8. September 1952 in Idar-Oberstein) ist ein deutsch-österreichischer Experimentalphysiker. Er forscht auf dem Gebiet der Quantenoptik und Quanteninformation, seit 1995 an der Universität Innsbruck. Im Jahr 2004 führte er mit seinem Team als erster eine Quantenteleportation mit Atomen durch.

## Leben
Rainer Blatt studierte an der Universität Mainz Physik und schloss 1979 mit dem Diplom ab. 1981 promovierte er und war dann Forschungsassistent bei Günter Werth. 1982 ging Blatt mit einem Forschungsstipendium der Deutschen Forschungsgemeinschaft (DFG) für ein Jahr an das Joint Institute for Laboratory Astrophysics (JILA), Boulder, zu John L. Hall (Nobelpreis 2005). 1983 wechselte er an die Freie Universität Berlin und ein Jahr später zur Arbeitsgruppe von Peter E. Toschek an die Universität Hamburg.
Nach einem weiteren Aufenthalt in den USA habilitierte sich Blatt 1988 im Fach Experimentalphysik. Von 1989 bis 1994 forschte er als Heisenberg-Stipendiat an der Universität Hamburg und verbrachte in dieser Zeit mehrere Forschungsaufenthalte am JILA in Boulder. 1994 wurde er zum Professor für Physik an die Universität Göttingen berufen. Ein Jahr später erfolgte die Berufung auf einen Lehrstuhl für Experimentalphysik an der Universität Innsbruck. Blatt leitete von 2000 bis 2013 das Institut für Experimentalphysik und ist Mitglied des akademischen Senats. Seit 2003 ist er auch Wissenschaftlicher Direktor am Institut für Quantenoptik und Quanteninformation (IQOQI) der Österreichischen Akademie der Wissenschaften (ÖAW).
Von 2010 bis 2018 war Blatt Mitglied des Österreichischen Wissenschaftsrates.
Rainer Blatt ist verheiratet und Vater von drei Kindern und lebt in Inzing.

## Forschungsschwerpunkte
Blatt führte wegweisende Experimente auf dem Gebiet der Präzisionsspektroskopie, der Quantenmetrologie und der Quanteninformationsverarbeitung durch. Dabei arbeitet er mit in Ionenfallen gespeicherten Atomen, die mit Hilfe von Laserstrahlen manipuliert werden. Grundlage für diese Arbeiten waren Vorschläge der Theoretiker Ignacio Cirac und Peter Zoller Mitte der 1990er-Jahre. In dem von ihnen vorgeschlagenen Aufbau ist es Blatts Arbeitsgruppe 2004 erstmals gelungen, die Quanteninformation eines Atoms in vollständig kontrollierter Weise auf ein anderes Atom zu übertragen (Quantenteleportation). Die Wissenschaftszeitschrift Nature berichtete darüber und widmete dem erfolgreichen Experiment eine Titelseite. Während für dieses Experiment nur drei Teilchen in einer Ionenfalle angeordnet waren, gelang es der Arbeitsgruppe um Blatt zwei Jahre später, bis zu acht Atome kontrolliert miteinander zu verschränken. Die Erzeugung des ersten „Quantenbytes“ (1 Qubyte besteht aus 8 Qubits) ist ein weiterer Schritt auf dem Weg zum Quantencomputer.
Von Blatt und Kollegen stammt auch die experimentelle Realisierung von Fehlerkorrekturen bei Quantenrechnern (2011), ein wesentlicher Bestandteil von Quantencomputern, da diese sehr fehleranfällig sind und nie störungsfrei arbeiten werden. In der ersten experimentellen Anordnung von drei verschränkten Qubits als Kalziumionen in einer Ionenfalle dienten zwei der Qubits als Korrektur-Qubits und nur eines trug die Information.
Bezüglich der Quantenverschränkung bei Qubits konnten Rainer Blatt und Kollegen 2011 ein System von 14 verschränkten Ionen nachweisen. Einem Team von Blatt, Nicolai Friis und Physikern der Universität Ulm gelang es 2018, 20 Kalziumatome zu verschränken.

## Auszeichnungen (Auswahl)
Blatt wurde 2000 Fellow der American Physical Society, 2008 wirkliches Mitglied der Österreichischen Akademie der Wissenschaften und 2019 ausländisches Mitglied der National Academy of Sciences und 2020 ausländisches Mitglied der Königlichen Akademie der exakten, physikalischen und Naturwissenschaften in Spanien. Im Jahr 2023 wurde Blatt als Mitglied der Sektion Physik in die Nationale Akademie der Wissenschaften Leopoldina aufgenommen.
- 2006: Erwin Schrödinger-Preis
- 2008: „ERC Advanced Grant“ vom Europäischen Forschungsrat
- 2008: Kardinal-Innitzer-Preis
- 2009:  Carl-Zeiss-Forschungspreis (gemeinsam mit Ignacio Cirac)
- 2011: Wissenschaftspreis für außergewöhnliche Forschungsleistungen der Stiftung Südtiroler Sparkasse
- 2012: Stern-Gerlach-Medaille für Arbeiten in der Quantencomputer-Forschung[11]
- 2013: Ehrenzeichen des Landes Tirol[12]
- 2013: Humboldt-Forschungspreis
- 2014: Tiroler Landespreis für Wissenschaft[13]
- 2015: John-Stewart-Bell-Preis  der Universität Toronto[14]
- 2016: International Quantum Communication Award
- 2019: Micius-Preis der Micius Quantum Foundation[15]
- 2020: Ehrendoktorat der Universität Complutense Madrid[16]
- 2022: Österreichisches Ehrenkreuz für Wissenschaft und Kunst 1. Klasse[17],
- 2022: Gutenberg Research Award des Gutenberg Forschungskollegs der Universität Mainz[18]
- 2023: Herbert-Walther-Preis[19]
- 2025: Pro meritis scientiae et litterarum[20]

## Schriften (Auswahl)
- Quantum information processing: Dream and Realization. In: Jürgen Audretsch (Hrsg.): Entangled World: The Fascination of Quantum Information and Computation. Wiley 2006, ISBN 978-3-527-40470-4 S. 235–270, doi:10.1002/9783527619092.ch9
- Ionen in Reih und Glied. In: Physik Journal, 11/2005, 37, Online